# Indirana beddomii
Espèce
Synonymes
- Polypedates beddomii Günther, 1876

Statut de conservation UICN

 LC  : Préoccupation mineure
Indirana beddomii est une espèce d'amphibiens de la famille des Ranixalidae.

## Répartition et habitat
Cette espèce est endémique des Ghâts occidentaux en Inde. Elle se rencontre au Maharashtra, au Karnataka, au Kerala et au Tamil Nadu.
C'est une espèce terrestre vivant dans les forêts tropicales humides et marécages. Elle n'est pas présente dans les zones cultivées.

## Description
Indirana beddomii mesure environ 65 mm. Son dos est brun avec des taches sombres. Quelques rares spécimens sont uniformément rosâtres. Son ventre est blanchâtre. Les mâles ne présentent pas de sac vocal.

## Étymologie
Son nom d'espèce, beddomii, lui a été donné en référence à Richard Henry Beddome, militaire et naturaliste britannique.

## Publication originale
- Günther, 1876 "1875" : Third report on collection of Indian reptiles obtained by British Museum. Proceedings of the Zoological Society of London, vol. 1875, p. 567-577 (texte intégral).